# Spálov (železniční zastávka)
Spálov je železniční zastávka umístěná ve stejnojmenné části města Semily nedaleko vodní elektrárny Spálov. Zastávka leží v km 2,203 na železniční trati Železný Brod – Tanvald. V roce 2018 zde na znamení zastavovaly (až na dva páry spojů) všechny po tomto úseku vedené osobní vlaky.

## Historie

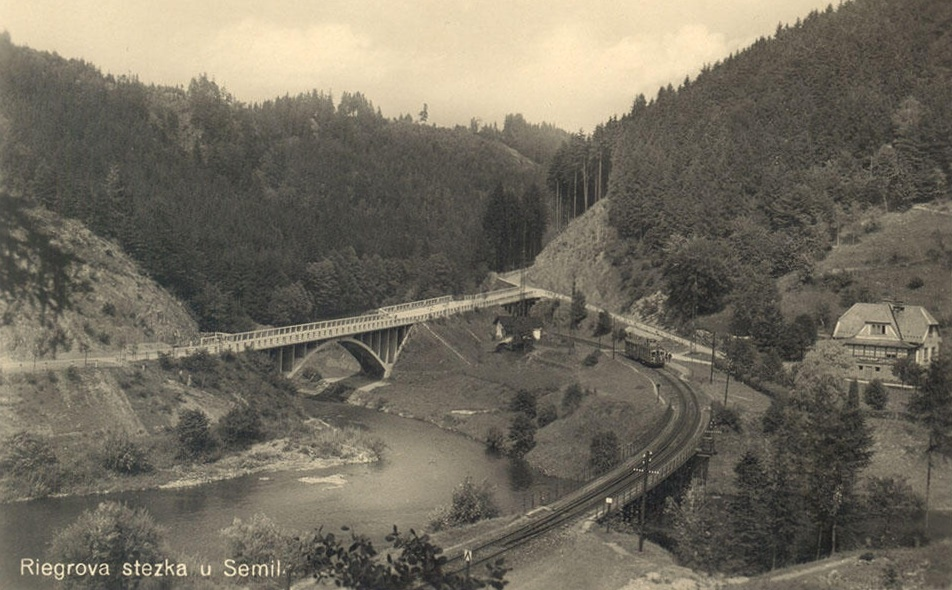
Historická pohlednice z roku 1938, v pozadí je vlak stojící v zastávce

Pravidelný provoz na trati byl zahájen 1. července 1875. Dráhu vlastnila a provozovala společnost Jihoseveroněmecká spojovací dráha od zahájení dopravy až do svého zestátnění provedeného dne 1. ledna 1908.
V té době byly na trati pouze dvě mezilehlé stanice – Jesenný (tehdy Engenthal) a Velké Hamry (tehdy Swarow).
Zastávka je druhá nejnovější na této trati, byla otevřena dne 7. října 1934.

## Železniční nehoda
Zastávka je známá tragickou železniční nehodou u Spálova z 25. srpna 1990, při které se srazil nákladní a osobní vlak s padesáti cestujícími. Při nehodě zemřelo čtrnáct osob a dalších 32 bylo zraněno. Příčinou nehody byla chybná komunikace dvou výpravčích, kteří byli označeni za viníky a odsouzeni k trestům odnětí svobody.

## Popis
Nástupiště zastávky je pokryto travou prorostlým asfaltem s betonovým obrubníkem. Na zastávce je vystavěn moderní oranžový přístřešek pro cestující, který nese ceduli s názvem zastávky a odpadkový koš. Na jedné straně zastávka ústí u železničního mostu.
Přístup do přístřešku je bezbariérový, na nástupiště ovšem ne. V zastávce je instalován informační systém INISS dálkově řízený z nádraží Liberec.